# Adoxia viridis
Adoxia viridis es un coleóptero de la familia Chrysomelidae. Fue descrita científicamente por primera vez en 1880 por Broun.